# Andròmeda V
|  | No s'ha de confondre amb Ni Andromedae o 5 Andromedae. |

Andròmeda V (And V, PGC 3097824, LEDA 3097824) és una galàxia nana esferoïdal situada a uns 2,52 milions d'anys llum de distància de la constel·lació d'Andròmeda.
Andròmeda V va ser descoberta per Armandroff et al. i publicat el 1998 després de l'anàlisi de la versió digitalitzada del segon Palomar Sky Survey.
La metal·licitat d'Andròmeda V se situa per sobre de la relació de metal·licitat i lluminositat mitjana de les galàxies nanes del Grup Local.